# Karl-Christian Heuser
Karl-Christian Heuser (* 3. Februar 1929 in Barmen; † 30. März 2018 in Mainz) war ein deutscher Architekt und Autor.

## Leben

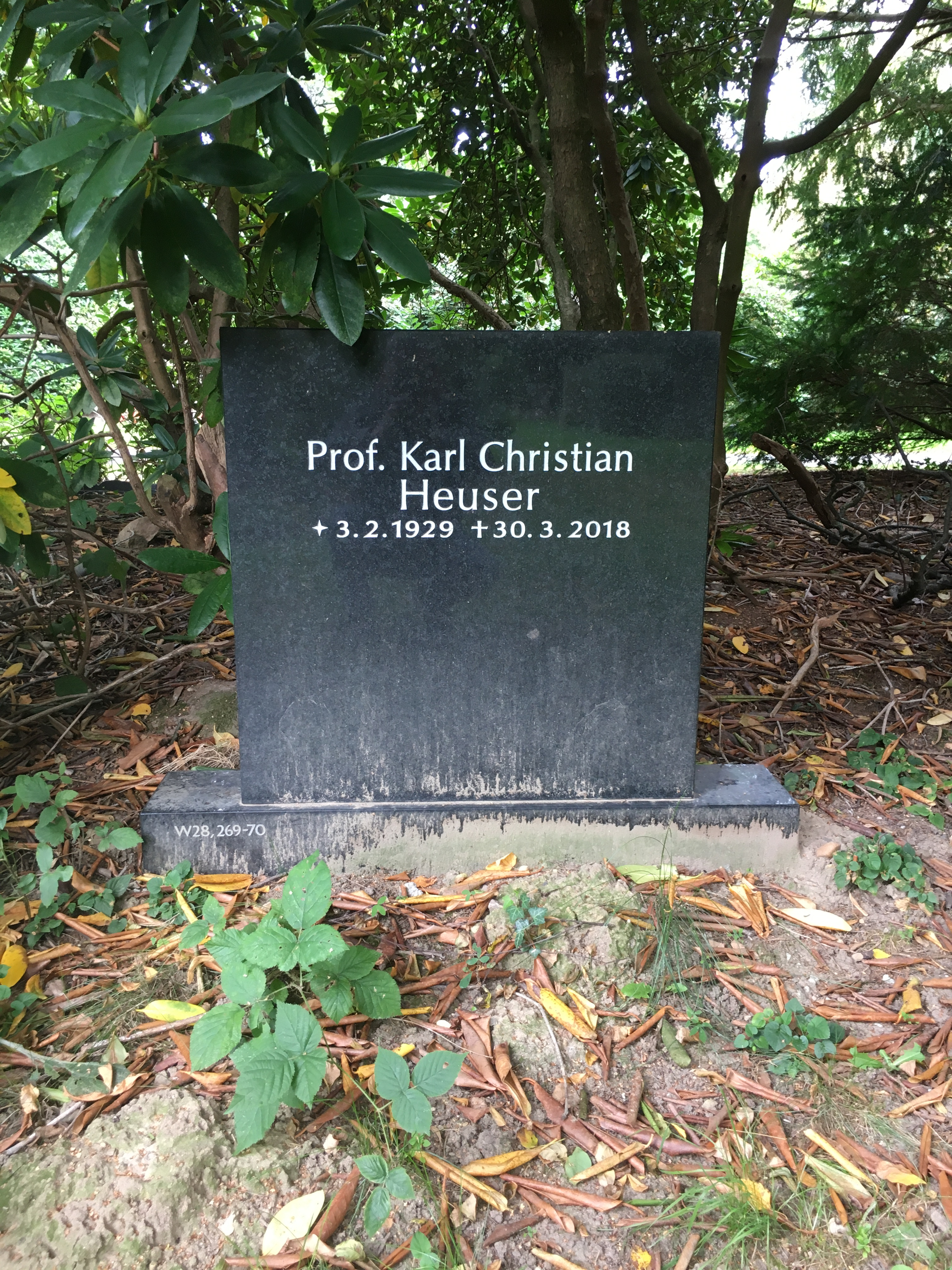
Grabstätte auf dem Friedhof Ohlsdorf

1956 bis 1961 absolvierte Heuser ein Architekturstudium an der TH Braunschweig; daneben arbeitete er 1957 im Architekturbüro Prof. Kraemer und 1961 im Architekturbüro Prof. Henn mit.
1964 war er Assistent an der TH Braunschweig und leitete das Kieler Büro der Arbeitsgemeinschaft Geber und Risse, Müller-Rehm (Bauen für die Marine in Eckernförde). 1967 war er Projektleiter für Gesamtplanungen von Universitäten und Krankenhäusern der Unternehmensgruppe Neue Heimat.
Am 1. März 1970 eröffnete Heuser sein eigenes Büro mit Partnern und arbeitete an verschiedenen Lehrinstituten.
Ab 1. September 1972 war er Lehrbeauftragter an der Fachhochschule Rheinland-Pfalz, Abteilung Mainz I, Fachrichtung Architektur. Am 4. Januar 1974 wurde er an der FH zum Professor ernannt; seine Emeritierung erfolgte im Februar 1994.
Karl-Christian Heusers letzte Ruhestätte befindet sich auf dem Hamburger Friedhof Ohlsdorf im Planquadrat W 28.

## Veröffentlichungen
- Innenarchitektur und Raumgestaltung. Band 1, Bauverlag, Wiesbaden 1975
- Freihändig Zeichnen. Bauverlag, Wiesbaden 1976
- Innenarchitektur und Raumgestaltung. Band II, Bauverlag, Wiesbaden 1979
- Freihändig zeichnen und skizzieren: Techniken und Übungen für die gegenständliche Strichzeichnung. Edition Michael Fischer, 2018

| Personendaten    | Personendaten                 |
| ---------------- | ----------------------------- |
| NAME             | Heuser, Karl-Christian        |
| KURZBESCHREIBUNG | deutscher Architekt und Autor |
| GEBURTSDATUM     | 3. Februar 1929               |
| GEBURTSORT       | Barmen                        |
| STERBEDATUM      | 30. März 2018                 |
| STERBEORT        | Mainz                         |